# لا سكالا

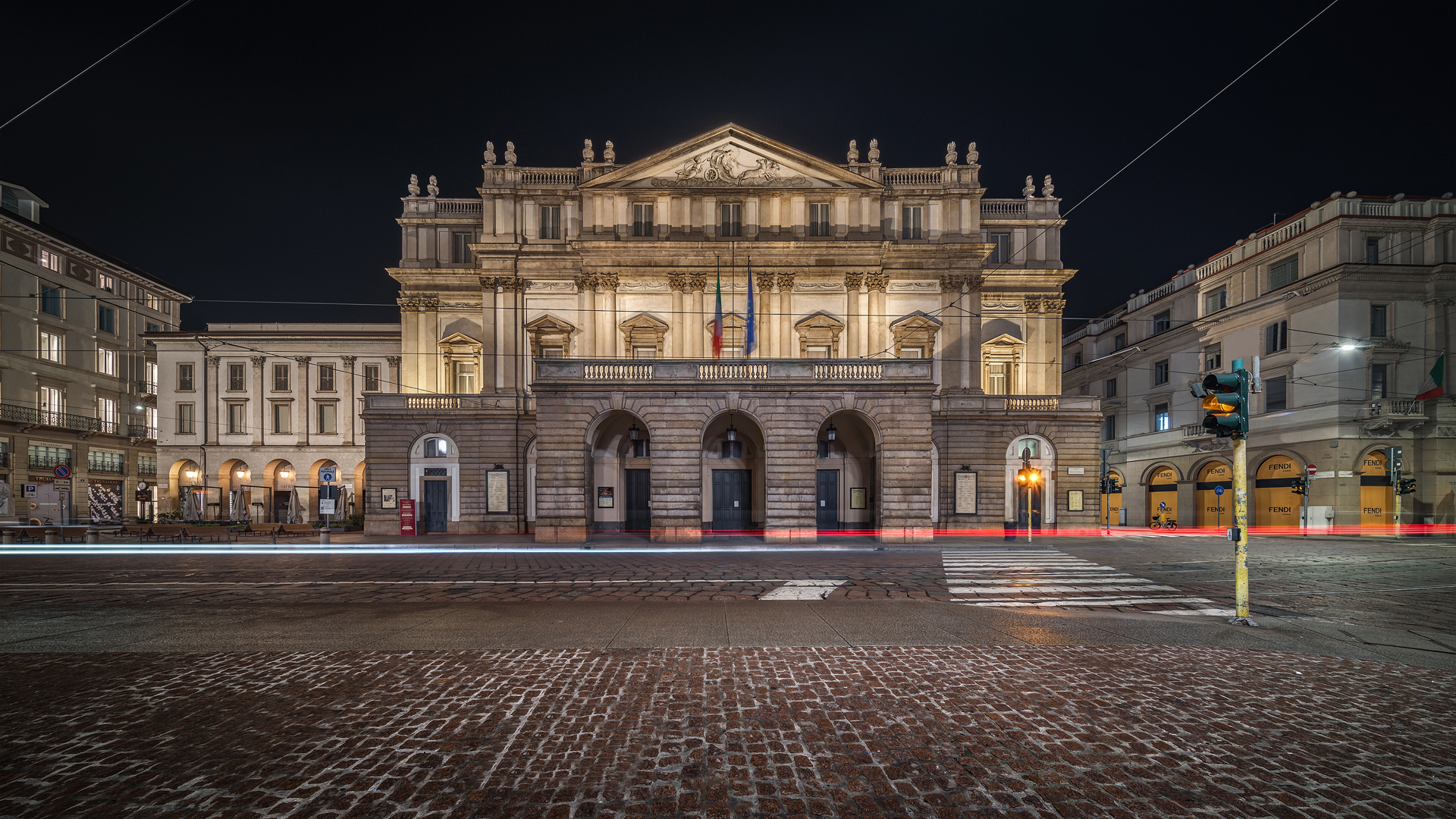
لا سكالا في وسط ميدان سكالا

مسرح ألا سكالا «تيترو ألا سكالا» (إيطالية: La Scala) والمعروف باسم (لا سكالا) في ميلانو، بإيطاليا. هو أحد أشهر دور الأوبرا في العالم. افتتح المسرح في أغسطس من عام 1778، تحت اسم نوفو رجيو دوكال تيترو إلا سكالا، مع عرض لأوبرا سالياري إليوروبا ريكونوزشيوتا.
في عام 1776 أحرقت النار المسرح السابق، والمعروف باسم دوكال، فتوجه عدد من أثرياء ميلانو بطلب من الدوق فردريك النمساوي، ليساعدهم في بناء مسرح جدبد. قدم المهندس المعماري، ذو النزعة الكلاسيكية الجديدة جوزبي بايرماريني تصميما أوليا للمسرح الجديد، لكنه رفض من قبل الحاكم النمساوي كونت فيرمين.
في المرة الثانية، قبلت إمبراطورة النمسا، الإمبراطورة ماريا تريزا، أن يتم بناء المسرح الجديد، فبني في محل كنيسة القديسة ماريا في سكالا، والذي منه حصل المسرح على اسمه، تم هدم الكنيسة، وبدأت أعمال البناء التي انتهت بعد سنتين. ليسع بعدها لـ 3000 متفرج، وستة مقصورات، كما يضم المنصة الأكبر في إيطاليا.

## المسرح الآن
في عام 2002 تم إغلاق المسرح لإجراء ترميمات على البناء كلف بها المعماري السويسري ماريو بوتا، وفي هذه الأثناء كانت تقام العروض على مسرح ديجالي أرشيمبولدي، الذي يبعد عن وسط المدينة أربعة أميال ونصف،
ثار جدل، خوفا من فقدان التفاصيل التاريخية في هذا البناء، لكن مرتادي الأوبرا قالوا أن التحسينات، وتقنيات الصوت قد نالت إعجابهم.
تم افتتاح الدار مرة أخرى في عام 2004 وقد عزفت أوبرا سالياري إليوروبا ريكونوزشيوتا بقيادة المايسترو ريكاردو موتي، وقد تعدت سعر تذكرة الدخول لإعادة الافتتاح الألفين يورو.

## متفرقات
- في نوفمبر من عام 2007 تم عزف سمفونية شرق لمارسيل خليفة. بمناسبة مرور 10 أعوام على انطلاق قناة الجزيرة في المسرح.